# San José de las Lajas
San José de las Lajas é um município de Cuba pertencente à província de Mayabeque . 

## Lajeros notórios
- Juan de Dios Alfonso compositor.